# HADAG

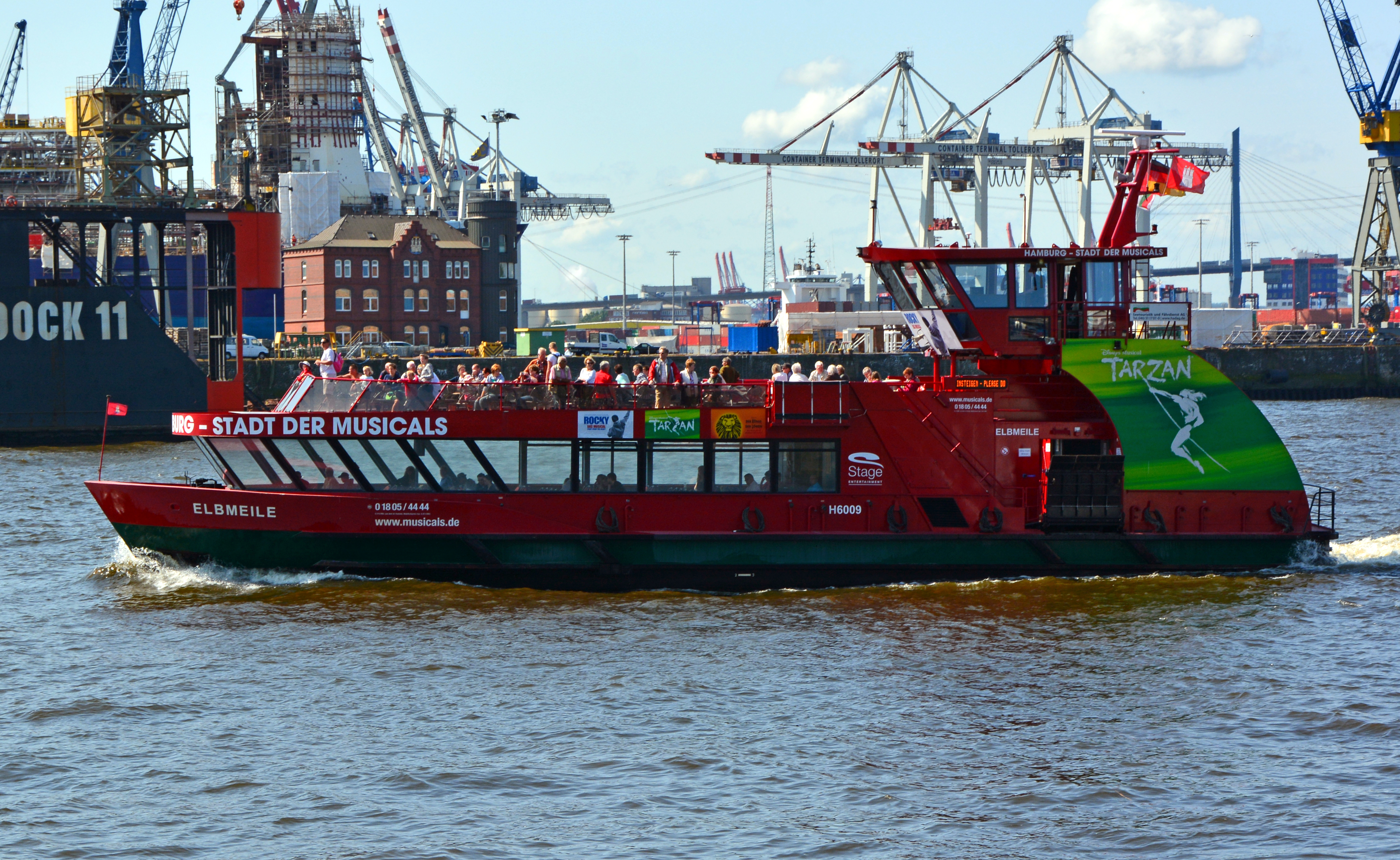

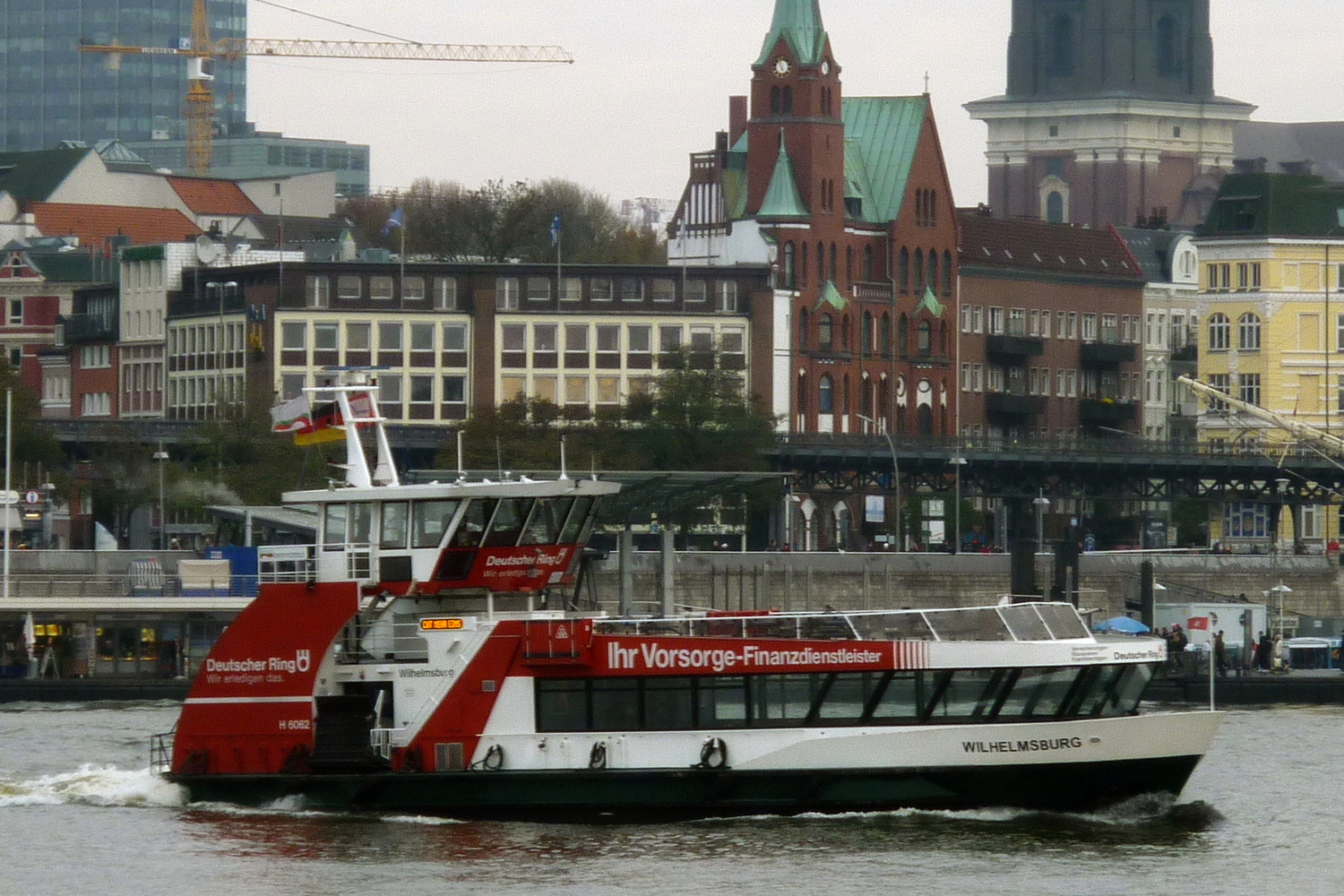

HADAG Seetouristik und Fährdiens är ett färjebolag i Hamburg som trafikerar Hamburgs hamn. Det finns 6 linjer med ett sammanlagt nät av 27,6 km. Samtliga linjer utom en utgår från Landungsbrücken i St. Pauli. Under en del evenemang går det specialfärjor. Till Landungsbrücken går det både tunnelbana och pendeltåg. HADAG bildades 1888 och står för Hafen-Dampfschifffahrt AG.

Linjekarta

| Linje | Sträcka |
| ----- | --- |
| 61    | Landungsbrücken (Brygga 2) – Altona Fischmarkt – Dockland – Waltershof – Neuhof (endast mån-fre)                               |
| 62    | Landungsbrücken (Brygga 3) – Altona Fischmarkt – Dockland – Neumühlen Museumshafen – (Bubendey-Ufer) – Finkenwerder            |
| 64    | Finkenwerder – Rüschpark – Teufelsbrück                                                                                        |
| 72    | Landungsbrücken (Brygga 1) – (Arningstraße) – Elbphilharmonie                                                                  |
| 73    | Landungsbrücken (Brygga 1) – Theater im Hafen – Norderelbstraße – Argentinienbrücke (– Ernst-August-Schleuse) (endast mån-fre) |
| 75    | Landungsbrücken (Brygga 1) – Steinwerder (endast mån-fre morgon och eftermiddag)                                               |